# Sulfure de thorium(IV)
Le sulfure de thorium(IV) est un composé chimique de formule ThS2. Il est l'un des sulfures de thorium, parmi le sulfure de thorium(II) ThS noir, le sulfure de thorium(III) Th2S3 brun, le sulfure Th7S12 noir (avec des formules dans l'intervalle ThS1,71-1,76), le polysulfure Th3S7 rouge sombre et le thiosulfure ThOS. Le sulfure de thorium(IV) se présente sous la forme d'un solide brun violacé cristallisé avec la structure du chlorure de plomb(II), c'est-à-dire avec le groupe d'espace Pnma (no 62). Ses paramètres cristallins sont a = 426,8 pm, b = 726,4 pm et c = 861,7 pm. Il se décompose vers 1 905 °C en libérant du soufre. Comme les autres sulfures de thorium, il peut notamment être produit directement en faisant réagir du thorium avec du soufre, ou en faisant réagir de l'hydrure de thorium(IV) ThH4 ou du dioxyde de thorium ThO2 avec du sulfure d'hydrogène H2S à 1 500 °C :
Th + 2 S ⟶ ThS2 ;
ThO2 + 2 H2S ⟶ ThS2 + 2 H2O.
Il trouve un usage comme lubrifiant solide.